# Batalla del Campo de Azafrán
La batalla del Campo de Azafrán (también conocida como batalla de Volo) fue una batalla de la tercera guerra sagrada, librada entre los ejércitos de Fócida  bajo Onomarco, y el ejército combinado de Tesalia y Macedonia bajo Filipo II de Macedonia. Es la batalla más sangrienta que registra la historia griega antigua, los focidios fueron derrotados por las fuerzas de Filipo. La victoria de Filipo aseguró su nombramiento como gobernante (Tagós) de Tesalia, marcando un paso importante en el surgimiento de Macedonia a la ascendencia política en la antigua Grecia. La opinión entre los historiadores está dividida en cuanto al año de la batalla, algunos la sitúan en 353 a. C., y otros en 352 a. C.